# Tizac-de-Curton
 Tizac-de-Curton  là một xã thuộc tỉnh Gironde trong vùng Aquitaine tây nam nước Pháp. Xã này nằm ở khu vực có độ cao trung bình 58 mét trên mực nước biển.